# Tomo-chan Is a Girl!
 Tomo-chan Is a Girl! (japanska: トモちゃんは女の子!, Tomo-chan wa Onnanoko!) är en japansk mangaserie i 4-koma-format skriven och illustrerad av Fumita Yanagida. Den publicerades på Twitter-kontot Twi4 och webbplatsen Saizensen, vanligtvis som en fyrrutig serie på en sida, från april 2015 till juli 2019. Kodansha publicerade den i åtta tankōbon-volymer. En anime-serie producerad av studion Lay-duce sändes från januari till mars 2023 och är samproducerad av Crunchyroll med distribution utanför Östasien, följd av en engelsk dubbning som hade premiär samma dag.

## Handling
Mangans berättelse tillhör genren slice-of-life och utspelar sig till stor del på en gymnasieskola där man får följa en pojkflicka vid namn Tomo Aizawa som är hopplöst kär i sin barndomsvän, Junichiro Kubota. Dom träffades som små när Junichiro flyttade in i hennes grannskap och blir goda vänner. Men deras relation äventyras när dom växer upp till tonåringar och känslorna börjar komma fram, vilket oftast leder till komiska situationer. Tomo får hjälp av sina närmaste vänner, Misuzu Gundou och Carol Olston, i hopp om att hennes känslor kommer nå fram till Junichiro. Men då Junichiro till stor del behandlar henne mer som en pojke än en flicka så blir det lättare sagt än gjort.

## Karaktärsgalleri
- Tomo Aizawa

Tomo är en pojkflicka som är duktig på kampsport. Hon är djupt förälskad i sin barndomsvän Junichiro, även om hon har det kämpigt med att vinna hans hjärta. Hon är självmedveten om sin ”maskulina” personlighet och strävar efter att bli mer ”feminin”. Hon ger reflexmässigt Junichiro enormt med stryk när han gör något som kan uppfattas som fysiskt intimt. Hon är med i skolans karateklubb (som utom henne består av enbart pojkar). Hon är också fullständigt inkompetent när det gäller kvinnligt mode och blir lätt generad av att ha kjolar och klänningar på sig.
- Junichiro Kubota

Tomos barndomsvän som hon är förälskad i. Men han behandlar henne mer som en pojke än en flicka, mycket till Tomos frustration. Han och Tomo är grannar som träffades första gången när Junichiro flyttade in i hennes grannskap. De gick dock i olika grundskolor. Han har tränat regelbundet i Tomos pappas dojo, så han deltar inte i några idrottsprogram i skolan. Han blir lite avundsjuk när Tomo drar till sig uppmärksamhet från andra killar. Han och hennes närmaste vän Misuzu hatar varandra, men dom har dejtat varandra i grundskolan.
- Misuzu Gundou

Tomos bästa vän sen barndomen. Hon är kort och smärt med mörkt hår uppsatt sidoleds i hästsvans. Även om hon ibland spelar den seriösa rollen som komplement till Tomo och Junichiro, är hon också mycket listig och sadistisk och visar ofta ett djävulskt leende mot Junichiro. Hon gillar att reta de två och säger till och med till klasskamraten Tanabe att hon är den enda som får retas med dem. Även om hon vet att Tomo gillar Junichiro, gillar hon inte att de utvecklar sin relation, av rädsla för att förlora sin vän till honom.
- Carol Olston

Skolans idol och senare en av Tomos närmaste vänner. Hon kommer från en rik familj, är av brittisk härkomst och har ljust blont hår samt en rätt kurvig kroppsform. Även om hon beter sig som rätt korkad och bekymmersfri, visar det sig senare att hon är en utmärkt elev som till och med toppar alla proven på skolan. Hon är barndomsvän och avlägsen släkting till Kosuke, som hon säger att de har varit förlovade och gifta tre gånger. Hennes mamma var en ung tonåring när hon födde henne, mycket till hennes vänners stora förskräckelse. Tomo har gett henne smeknamnet sockervadd (Cotton Candy).
- Goro Aizawa

Tomos pappa och Junichiros kampsportstränare. Han har en väldigt intensiv personlighet när han är med barnen, men inte lika mycket när han är med sin fru, Akemi Aizawa, vars blotta närhet kan få honom att börja rodna och svimma. Han är anledningen till att Tomo inte kan visa sin feminina sida, mest till stor del på grund av hans hårda träning. Han är inte den mest känslosammaste personen i familjen, även om han inte är helt immun mot sin frus charm. Goro har också milda aggressionsproblem, vilket visas när han blir arg på Tomo över att hon riskerar att förlora en kamp mot Junichirou
- Akemi Aizawa

Tomos mamma. Tomo har ärvt sina karaktärsliknande drag från henne, även om Tomo ser mer pojkaktig ut. Hon gillar att småretas sin man och dotter. Under sin skoltid var Akemi en ”sukeban”, en medlem i ett våldsamt tjejgäng. Det berättas i mangan att hon och Goro hade ett förhållande under gymnasietiden och att hon brukade dra honom ur slagsmål. 

## Media

### Manga
Mangan skrevs och illustrerades av Fumita Yanagida, som publicerade den via sitt twitterkonto under namnet Twi4 samtidigt som den publicerades på Saizensens hemsida. Kodansha publicerade kapitlen separat i 8 tankōbon-volymer.

### Anime
Animen producerades av Lay-duce och regisserades av Hitoshi Nanba, med Noriko Hashimoto som regiassistent och med manus skrivet av Megumi Shimizu. Serien fick över 13 avsnitt som sänder i Tokyo MX och flera andra nätverk. Introlåten är ”Kurae! Telepathy” (くらえ！テレパシー, Kurae! Terepashī) som framförs av Maharajan. Crunchyroll var medproducent för serien och streamade den tillsammans med dess engelska dubbning.